# 광나루
| Daedongyeojido (Gyujanggak) 13-04.jpg |  |
|                                       |  |

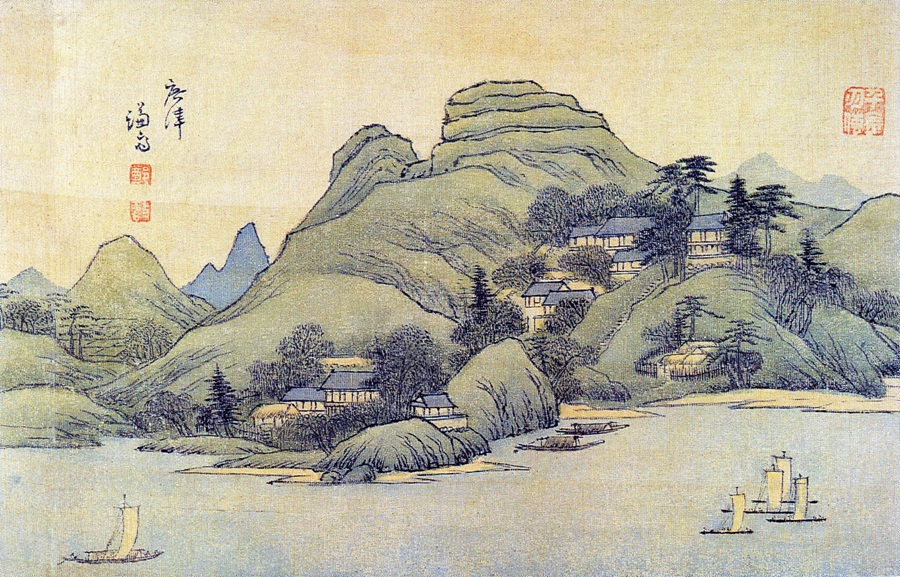
정선이 그린 광진

광나루 또는 광진(廣津)은 현재의 광진구 광장동 한강변에 있었던 조선시대 나루이다. 양나루 또는 양진(楊津)이라고도 한다.
이 지역은 한강을 건너는 도진 취락으로 발전하여, 일제시대에 광진교가 놓이고, 일제강점기의 국도 노선과 해방 이후 국도 제3호선이 이 광진교를 지나도록 지정된 일도 있었다. 오늘날에는 상수원보호구역으로 지정되어 한강의 관리를 위한 서울시 선박을 위한 소규모의 선착장만이 존재할 뿐 나루터의 기능은 완전히 상실되었다. 

## 같이 보기
- 광나루역